# Meeting Città di Padova
Il Meeting Città di Padova è un meeting di atletica leggera che si tiene annualmente nella città di Padova ininterrottamente dal 13 settembre 1987. Si svolge presso lo Stadio Daciano Colbachini, in estate, ed è organizzato dall'Assindustria Sport Padova.

## Storia
Il meeting di Padova nasce nel 1987 una settimana dopo la conclusione dei Campionati mondiali di Roma. Fino al 1993 si svolse presso lo Stadio Daciano Colbachini dell'Arcella a Padova. Nel 1994 la manifestazione si trasferì nel nuovo Stadio Euganeo e nel 2018 ritornò al Colbachini dopo la ristrutturazione di questo impianto.
È considerato dalla European Athletic Association il secondo più importante d'Italia per numero di spettatori (con una presenza di circa 3 500 spettatori nella serata conclusiva con ingresso gratuito) dopo il Golden Gala Pietro Mennea di Roma.

## Record mondiali
L'astista ucraino Serhij Bubka il 30 agosto 1992 realizzò a Padova il suo terz'ultimo record mondiale (6,12 m) nel meeting della città veneta.